# Eridolius romani
Eridolius romani là một loài tò vò trong họ Ichneumonidae.